# Finolhu (Alif Dhaal)
Pour les articles homonymes, voir Finolhu.
Finolhu (Divehi : ފިނޮޅު) est une petite île inhabitée des Maldives.

## Géographie
Finolhu est située dans le centre des Maldives, au Sud de l'atoll Ari, dans la subdivision de Alif Dhaal. 